# Посольство Кіпру в Україні
Посольство Республіки Кіпр у Києві (грец. ΠΡΕΣΒΕΙΑ ΤΗΣ ΚΥΠΡΙΑΚΗΣ ΔΗΜΟΚΡΑΤΙΑΣ ΣΤΟ ΚΙΕΒΟ) — офіційне дипломатичне представництво Республіки Кіпр в Україні, відповідає за підтримку та розвиток відносин між Кіпром та Україною. Головою Місії, Тимчасовою повіреною у справах є пані Ліна Темістоклеус (Ms. Lina Themistocleous).

## Історія Посольства
Республіка Кіпр визнала незалежність України 27 грудня 1991 року. 19 лютого 1992 року було встановлено дипломатичні відносини між країнами.

У серпні 1999 року в Нікосії відкрито Генеральне консульство України, у червні 2003 року почало свою діяльність Посольство України на Кіпрі.

4 липня 2006 року засновано Почесне консульство Республіки Кіпр у Маріуполі, яке очолив ректор Маріупольського державного гуманітарного університету Балабанов Костянтин Васильович.

Дипломатичну місію Республіки Кіпр в Києві було започатковано 28 вересня 2009 року, 4 липня 2011 року за участю Президента Республіки Кіпр Дімітріса Хрістофіаса та Міністра закордонних справ України Костянтина Івановича Грищенка відбулася офіційна церемонія відкриття Посольства Республіки Кіпр в Україні.

У жовтні 2011 року започатковано Почесне консульство Республіки Кіпр в Одесі. Почесним консулом призначено Музалева Бориса Вікторовича.

## Посли Республіки Кіпр в Україні
1. Леонідас Маркідес (2006—2008), за сумісництвом з резиденцією в Берліні
2. Пантіас Еліадес (2008—2009)
3. Евагорас Вріонідіс (2009—2013), з резиденцією в Києві
4. Вассос Чамберлен (2013—2017)[1]
5. Луїс Телемаху (2017—2022)[2]
6. Ліна Темістоклеус (2022), Тимчасова повірена у справах
7. Міхаліс Захаріоглу (2022—2025) посол
8. Михаліс Фірілас (з 2025) посол

## Почесне Генеральне консульство Республіки Кіпр в Маріуполі
87500, Україна, м. Маріуполь, п-т Будівельників, 129-а

Почесний Генеральний консул — пан Балабанов Костянтин Васильович

## Почесне консульство Республіки Кіпр в Одесі
65009, Україна, м. Одеса, Гагаринське плато, 7

Почесний консул — пан Музалев Борис Вікторович